# Employeur
Un employeur est une personne ou une société qui emploie un ou plusieurs salariés.

## Droit français
Un contrat de travail (CDI, CDD, Apprentissage, Intérim) négocié entre le futur employé salarié et l'employeur définit les droits et devoirs qu'ils ont chacun l'un envers l'autre.
L'employeur a le droit de licencier un salarié sous certaines conditions. Il a le devoir de suivre une procédure.
Le terme « employeur » est dérivé de « celui qui emploie son argent à, qui dépense » (1304).

## Droit québécois
Dans le Code du travail québécois, l'employeur est défini à l'article 1 k) C.t. comme étant « quiconque, y compris l’État, fait exécuter un travail par un salarié ». Dans la Loi sur les normes du travail, il est défini comme étant « quiconque fait effectuer un travail par un salarié ». (art. 1 (7°) LNT).
Dans les petites entreprises non incorporées, l'employeur réfère à la personne qui fait exécuter le travail, donc à la personne du patron, plutôt qu'à l'entreprise elle-même, et par conséquent une requête en accréditation doit être adressée au nom du patron plutôt qu'au nom de l'entreprise, par exemple comme c'est le cas dans l'affaire Travailleurs et travailleuses unis de l'alimentation et du commerce, section locale 501 c. L'Écuyer, où il s'agit d'une ferme exploitée en copropriété par deux personnes.